# Mulavukad
Mulavukad is een census town in het district Ernakulam van de Indiase staat Kerala. 

## Demografie
Volgens de Indiase volkstelling van 2001 wonen er 22845 mensen in Mulavukad, waarvan 49% mannelijk en 51% vrouwelijk is. De plaats heeft een alfabetiseringsgraad van 86%. De plaats is ook bekend onder de naam Bolgatty Island en op de zuidpunt daarvan ligt het in 1744 door de Nederlanders gebouwde Bolgatty Palace waar de Gouverneur Generaal van de VOC resideerde. Vandaag de dag is het een hotel.